# Citochina
Le citochine sono molecole proteiche prodotte da vari tipi di cellule e secrete nel mezzo circostante, di solito in risposta a uno stimolo, e inducono nuove attività come crescita, differenziazione e morte. La loro azione di solito è locale, ma talvolta può manifestarsi su tutto l'organismo. 
Le citochine possono quindi avere un effetto autocrino (modificando il comportamento della stessa cellula che l'ha secreta) o paracrino (modificano il comportamento di cellule adiacenti). Alcune citochine possono invece agire in modo endocrino, modificando cioè il comportamento di cellule molto distanti da loro. Hanno una vita media di pochi minuti.

## Descrizione
Le citochine sono mediatori polipeptidici, non antigene-specifici, che fungono da segnali di comunicazione fra le cellule del sistema immunitario e fra queste e diversi organi e tessuti.
Le citochine prodotte da cellule del sistema immunitario sono dette linfochine o interleuchine.
La prima linfochina (migration inhibitory factor, MIF) venne identificata negli anni 1960 da John David e Barry Bloom.
Queste proteine possono essere distinte in quattro gruppi (basati sulla loro struttura): 
- famiglia delle ematopoietine, che include diversi fattori di crescita, tra cui l'eritropoietina (EPO) e varie interleuchine;
- famiglia dei TNF (tumor necrosis factor), tra cui il TNF-α;
- famiglia delle chemochine, tra cui MIP-1α e RANTES, importanti nel controllo del virus dell'HIV;
- famiglia delle interleuchine dall'IL-1 all'IL-36.

Tra le citochine vi è la importante famiglia degli interferoni, che inducono le cellule a resistere a infezioni virali. L'IFN-γ viene liberato dalle cellule NK e dai linfociti T e ha come bersaglio gli stessi linfociti T, i linfociti B e i macrofagi; l'IFN-α viene liberato dai leucociti e agisce sulle cellule normali con azione antivirale. L'interleuchina 1 viene prodotta dai macrofagi e ha come bersaglio i linfociti T, linfociti B e altri tipi di cellule, come gli epatociti, in cui stimola la produzione di proteine della fase acuta come la proteina C e permette l'extravasazione di molte cellule infiammatorie. L'interleuchina 2 viene prodotta dai linfociti T e agisce sulle medesime cellule, su quelle NK e stimola la proliferazione e il differenziamento cellulare. L'interleuchina 3 viene liberata dai linfociti Th1 e agisce sulle cellule emopoietiche indifferenziate come fattore di crescita. L'interleuchina-4 è liberata dai linfociti Th2 e ha come bersaglio i linfociti B su cui stimola la crescita e la cosmutazione di classe verso le IgE. L'interleuchina 5 viene liberata dai linfociti T e agisce sui linfociti B in cui stimola la produzione di IgA. L'interleuchina 10 viene prodotta dai linfociti Th2 e agisce sulle cellule Th1 inibendole. L'interleuchina 11 viene liberata dai macrofagi, cellule dendritiche e agisce sui linfociti B e sui precursori megacariocitici e induce crescita e attivazione.
Queste piccole proteine agiscono legandosi a specifici recettori localizzati sulle membrane cellulari delle cellule bersaglio e ognuno traduce uno specifico segnale che alla fine porterà a modifiche in quelle stesse cellule. I recettori che interagiscono con le citochine sono definiti recettori per le citochine o recettori accoppiati a chinasi perché il meccanismo di trasduzione del segnale prevede la mediazione di chinasi quali la JAK.

## Proprietà
- pleiotropia: una determinata citochina può agire su differenti tipi di cellule inducendo effetti diversi;
- ridondanza: due o più citochine possono agire su una stessa cellula amplificando il loro effetto;
- sinergia: l'effetto combinato di due diverse citochine è maggiore della somma dei singoli effetti;
- antagonismo: l'effetto di una citochina può inibire o controbilanciare l'effetto di un'altra citochina.

## Recettori
Esistono cinque famiglie di recettori per le citochine, con differenti vie di trasduzione del segnale.
- I recettori di tipo I legano le emopoietine e usano una via di trasduzione mediata da JAK e STAT, il quale viene fosforilato e migra nel nucleo, attivando la trascrizione. Il recettore ha nella sua porzione extracellulare una sequenza di quattro cisteine seguite dal motivo WSXWS, dove W è il triptofano, S è la serina e X è un aminoacido non conservato;
- I recettori di tipo II legano IFN e IL-10; hanno come il tipo I una sequenza di quattro cisteine, ma non il WSXWS. La trasduzione è uguale al tipo I;
- I recettori per TNF (TNFR) legano TNF, FASL, CD40L. In questo caso abbiamo due possibili vie di trasduzione con esito finale molto diverso: nel primo caso abbiamo attivazione di una caspasi che innesca il processo di apoptosi cellulare, nel secondo abbiamo un'attivazione genica che porta all'espressione di NF-κB;
- I recettori della superfamiglia delle Ig comprendono i due recettori per IL-1, il primo con funzione positiva mentre il secondo, espresso solamente dai linfociti B, si comporta come sequestratore della citochina dal momento che non trasduce il segnale;
- I recettori 7-TM legano le chemochine e usano per la trasduzione le proteine G, che idrolizzano GTP attivando enzimi come la adenilato ciclasi.

## Utilizzo in medicina
Terapie su base citochinica sono in continuo studio e sono una promessa delle terapie biologiche, ormai da anni in studio e realizzate in centri specializzati per specifiche patologie di tipo autoimmune:
- Sclerosi multipla: modula le IL-2 che sono presenti nell'85% delle patologie;
- Lupus eritematoso sistemico: modula il Tnfa e alcune specifiche interleuchine;
- Sclerodermia: presenza di IL-1a IL-12 IL-14, citochine eccitate in presenza di patologia;
- Artrite reumatoide: presenza di IL-2, IL-4 e IL-6.

Le citochine sono prodotte nell'uomo in un quadro infiammatorio, sono recettoriali, quindi hanno specifico recettore, e per questo motivo si preferisce dirigere la ricerca verso le autologhe. L'utilizzo di citochine animali (alcune possono essere presenti, ma sotto stimolo infiammatorio provocato) da donatore umano, rientrano comunque nel quadro delle donazioni di emoderivati.